# Panameñistische Partij

Vlag van de Panameñistische Partij

De Panameñistische Partij (Spaans: Partido Panameñista, PP) is een populistische politieke partij in Panama.

## Ideologie
De officiële ideologie van de Panameñistische Partij is 'Panameñisme'. Panameñisme is lastig onder een van de bekendere ideologieën te scharen. Het is in ieder geval nationalistisch en populistisch, en wordt wel samengevat als 'Panama voor de Panamezen'. De partij kenmerkte zich in het verleden door een zeker anti-Amerikanisme, en verzette zich tegen Amerikaanse inmenging in Panamese aangelegenheden, die vooral in het verleden bijzonder sterk was. In sociaal opzicht is de partij conservatief, terwijl de partij in economisch opzicht een sociaal en agraristisch beleid voorstaat met een groter ingrijpen van de overheid en economisch nationalisme. Vooral in de jaren 30 en 40 liet de partij zich sterk inspireren door het fascisme, hoewel ze altijd voorstander is geweest van het terugdringen van de macht van het leger.

## Geschiedenis
De partij werd in 1932 opgericht door Harmodio Arias als de Nationaal Revolutionaire Partij (PNR), maar wordt vooral geassocieerd met diens broer Arnulfo Arias, die het leiderschap in 1936 overnam en de partij hernoemde tot Panameñistische Partij. Arias was de populairste politicus die Panama ooit gehad heeft. Hij stond bekend als een bijzonder charismatisch man, maar ook als populist en opportunist. Arias is drie keer tot president gekozen, in 1940, 1949 en 1968, maar werd telkens binnen een jaar afgezet, de eerste maal wegens zijn steun aan de asmogendheden, de tweede maal na een corruptieschandaal en de derde maal nadat hij gepoogd had de macht van de nationale garde terug te dringen. Bij de staatsgreep van 1968 sloten enkele pro-militaire Panameñisten zich aan bij de nieuwe militaire machthebber Omar Torrijos, terwijl de meesten Arias trouw bleven, en de partij werd hernoemd tot Authentiek Panameñistische Partij (PPA).
Onder de militaire strongman Torrijos en zeker na 1982 diens opvolger Manuel Noriega verzamelde de oppositie zich rond Arias en de PPA, die in 1984, inmiddels stokoud, PPA-kandidaat was voor de eerste presidentsverkiezingen sinds 1968. Arias werd na interventie van Noriega door verkiezingsfraude de overwinning ontnomen, en Nicolás Ardito Barletta van de pro-militaire Democratische Revolutionaire Partij (PRD) werd tot winnaar uitgeroepen. Vijf jaar later nam de PPA het in een coalitie van oppositiepartijen weer op tegen de PRD, ditmaal met Guillermo Endara als kandidaat, daar Arias inmiddels was overleden. Wederom werd na fraude de overwinning aan de PRD-kandidaat toegekend. Protesten tegen deze fraude werden hardhandig neergeslagen, en zouden een van de aanleidingen vormen voor de Operatie Just Cause in december 1989 waarbij de Verenigde Staten Noriega en diens marionetten uit het zadel stootten en Endara als president installeerden, die de partij ter ere van Arias liet hernoemen tot Arnulfistische Partij (PA).
Van 1994 tot 1999 zat de partij weer in de oppositie tegen de PRD, maar in 1999 wist het de presidentsverkiezingen weer te winnen, met Arias' weduwe Mireya Moscoso als kandidaat. Onder Moscoso's presidentschap kreeg de partij echter te kampen met onderlinge twisten waarbij onder andere Endara de partij verliet, en vanaf 2004 belandde de partij weer in de oppositie. In 2005 nam de partij haar huidige naam weer aan.
Kandidaat voor de presidentsverkiezingen van 2009 was Juan Carlos Varela, maar toen duidelijk werd dat deze geen kans had om te winnen trok deze de kandidatuur in en steunde de partij Ricardo Martinelli van de partij Democratische Verandering (CD), die wel wist te winnen. Varela werd vicepresident onder Martinelli en wist vijf jaar later, in 2014, alsnog verkozen te worden tot president. Hij bleef aan tot 2019.

## Presidentskandidaten
- 1984: Arnulfo Arias (verloren/ontstolen)
- 1989: Guillermo Endara (geannuleerd)
- 1994: Mireya Moscoso (verloren)
- 1999: Mireya Moscoso (gewonnen)
- 2004: José Miguel Alemán (verloren)
- 2009: Ricardo Martinelli (gewonnen)
- 2014: Juan Carlos Varela (gewonnen)
- 2019: José Blandón Figueroa (verloren)